# Inborn Power

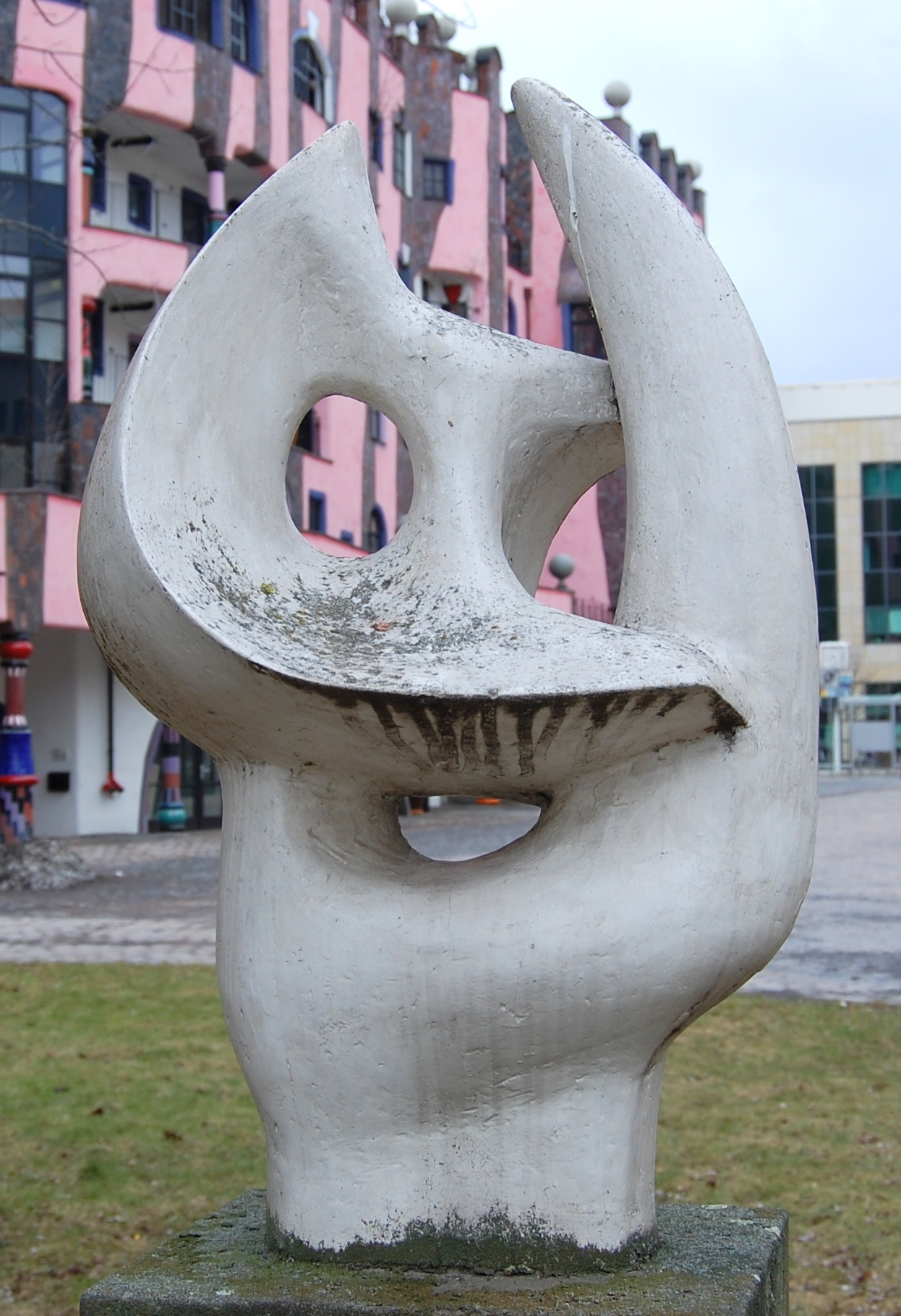
Inborn Power

Inborn Power ist eine Plastik in der Magdeburger Altstadt.
Sie steht auf einem Sockel unmittelbar nördlich des Landtages von Sachsen-Anhalt und gehört zum Skulpturenpark Magdeburg. Die 76 cm hohe Plastik aus weiß gefärbtem Beton wurde 1970 von René Graetz geschaffen.
Inborn Power, zu Deutsch etwa Natürliche Kraft, ist ein abstraktes Werk und soll eine natürliche Kraft verkörpern. Die entfernt an eine Katze erinnernde Skulptur wird als „Gefüge biomorpher raumplastischer Elemente“ beschrieben.
Graetz, der zuvor konkrete figürliche Darstellungen des Menschen geschaffen hatte, orientierte sich in dieser Arbeit am abstrahierenden Schaffen von Henry Moore, den er 25 Jahre zuvor kennengelernt hatte und entwickelte sein eigenes Werk noch darüber hinaus. Er brach mit seinem bisherigen Werk, suchte und fand eine für ihn völlig neue Formensprache. Auch der für eine in der DDR entstandene Arbeit ungewöhnliche englische Titel des Werks versinnbildlicht diese für bildplastische Arbeiten in der DDR ungewöhnliche Entwicklung.